# Carl Poulsen
Carl Peter Poulsen (6. oktober 1855 i Helsingør – 12. oktober 1935 i Høveltsvang, Uggeløse Sogn ved Lillerød) var en dansk xylograf.
Poulsen var søn af karetmagersvend Niels Poulsen og Karen Marie Christiansen, fik tegneundervisning i København hos Knud Gamborg og gennemgik fra 1867 Teknisk Institut og fik afgang. Han lærte derefter xylografien hos H.P. Hansen og arbejdede nogle år hos denne. 1876 tog han til Paris og arbejdede her et års tid hos xylograf Stéphane Pannemaker og var igen efter sin hjemkomst i et par år ansat hos H.P. Hansen. Fra 1879 drev han selvstændig virksomhed. Han udstillede på Charlottenborg Forårsudstilling 1883-84.
Carl Poulsen har bl.a. skåret en del store træsnit til Ude og Hjemme, til jubeludgaven af Holbergs komedier (1883-88, efter Hans Tegner) og til Foreningen Fremtidens Billeder af danske Kunstnere efter Digte af ældre og nyere Forfattere (1884 ff., efter tegninger af Malthe Engelsted, Otto Haslund, Erik og Frants Henningsen), Strand ved Esbjerg (udstillet 1884) og desuden en del portrætter til forskellige værker og tidsskrifter. Han er repræsenteret i Kobberstiksamlingen. 
Han er begravet på Sundby Kirkegård.